# Veliaí
Veliaí (Velies) är en ort i Grekland.   Den ligger i prefekturen Lakonien och regionen Peloponnesos, i den södra delen av landet, 160 km söder om huvudstaden Aten. Veliaí ligger 140 meter över havet och antalet invånare är 458.
Terrängen runt Veliaí är lite kuperad. Runt Veliaí är det ganska glesbefolkat, med 23 invånare per kvadratkilometer. Närmaste större samhälle är Monemvasía, 10,0 km öster om Veliaí. 